# Wolfgang Sasse
Wolfgang Sasse (* 11. Juli 1921 in Dresden; † 8. November 1993 in Coburg) war ein deutscher Schauspieler und Hörspielsprecher.

## Leben
Nach dem Zweiten Weltkrieg erhielt Wolfgang Sasse in seiner Geburtsstadt privaten Schauspielunterricht und durfte auch hier seine erste Rolle am Theater Für Kinder, Dresden, Deutsche Volksbühne spielen. Diesem Debüt folgten Engagements in Plauen, Meiningen, Schwerin und Karl-Marx-Stadt, wo er von 1958 bis 1962 auf der Bühne stand. Anschließend ging er an die Volksbühne Berlin, der er bis 1986 angehörte. Nun, bereits als Rentner, reiste er in die Bundesrepublik Deutschland aus und erhielt hier noch einige kleine Rollen in Fernsehfilmen. Wolfgang Sasse verstarb am 8. November 1993 im Alter von 72 Jahren in Coburg.

## Filmografie
- 1954: Ernst Thälmann – Sohn seiner Klasse
- 1960: Flucht aus der Hölle (Fernsehmehrteiler, 2 Teile)
- 1968: Ich – Axel Cäsar Springer (Fernsehmehrteiler, 1 Teil)
- 1968: Die Toten bleiben jung
- 1968: Der Mord, der nie verjährt
- 1969: Der Staatsanwalt hat das Wort: Auf der Rennbahn
- 1969: Mohr und die Raben von London
- 1969: Krupp und Krause (Fernsehmehrteiler, 1 Teil)
- 1970: Der Staatsanwalt hat das Wort: Außenseiter
- 1972: Laut und leise ist die Liebe
- 1973: Polizeiruf 110: Vorbestraft (Fernsehreihe)
- 1973: Nachtredaktion (Fernsehspiel)
- 1973: Die sieben Affären der Doña Juanita (Fernsehmehrteile, 2 Teile)
- 1974: Polizeiruf 110: Die verschwundenen Lords
- 1974: Die Frauen der Wardins (Fernseh-Dreiteiler)
- 1976: Polizeiruf 110: Vorurteil?
- 1977: Ein irrer Duft von frischem Heu
- 1978: Anton der Zauberer

## Theater

### Schauspieler
- 1953: Günter Felkel: Kampf um Erdöl (Peter Fidorra) – Regie: Hannes Fischer (Mecklenburgisches Staatstheater Schwerin)
- 1956: Curt Goetz: Der Lügner und die Nonne – Regie: Herbert Köllner (Mecklenburgisches Staatstheater Schwerin)
- 1958: Harald Hauser: Im himmlischen Garten – Regie: Gerd Keil (Städtische Theater Karl-Marx-Stadt)
- 1959: Eugène Scribe: Ein Glas Wasser – Regie: Wolfgang Keymer (Städtische Theater Karl-Marx-Stadt)
- 1960: Fritz Kuhn: Kredit bei Nibelungen (Block) – Regie: Wolfgang Keymer (Städtische Theater Karl-Marx-Stadt)
- 1960: Johann Wolfgang von Goethe: Iphigenie auf Tauris – Regie: Gerd Keil (Städtische Theater Karl-Marx-Stadt)
- 1961: Theun de Vries: Signale aus dem Dunkel (Leslie Mortimer) – Regie: Friedrich Siebert (Städtische Theater Karl-Marx-Stadt)
- 1961: Walter Hasenclever: Ein besserer Herr – Regie: Emil Stöhr (Volksbühne Berlin)
- 1962: Bertolt Brecht: Leben des Galilei (Galilei) – Regie: Hans Dieter Mäde (Städtische Theater Karl-Marx-Stadt)
- 1962: Johannes R. Becher: Der Weg nach Füssen (Friedrich Knauer) – Regie: Hans Dieter Mäde (Städtische Theater Karl-Marx-Stadt - Nachtstudio)
- 1963: Nikolai Pogodin: Mein Freund – Regie: Hannes Fischer (Volksbühne Berlin)
- 1963: Lope de Vega: Der Ritter vom Mirakel (Filiberto) – Regie: Fritz Bennewitz (Volksbühne Berlin)
- 1964: John Boynton Priestley: Die skandalöse Affäre von Mr. Kettle und Mrs. Moon – Regie: Hans-Joachim Martens (Volksbühne Berlin – Theater im 3. Stock)
- 1964: Robert Planchon nach Alexandre Dumas: Die drei Musketiere (Gardist) – Regie: Rudolf Vedral (Volksbühne Berlin)
- 1965: Jan Skopeček nach Arthur Conan Doyle: Der Hund von Baskerville – Regie: Rudolf Vedral (Volksbühne Berlin)
- 1965: Peter Hacks: Moritz Tassow – Regie: Benno Besson (Volksbühne Berlin)
- 1967: Helmut Baierl nach Wladimir Majakowski: Mysterium buffo – Variante für Deutschland (Landser) – Regie: Wolfgang Pintzka (Volksbühne Berlin)
- 1967: William Shakespeare: Die lustigen Weiber von Windsor – Regie: Harald Engelmann/Hans-Joachim Martens/Volkmar Neumann (Volksbühne Berlin)
- 1968: Dario Fo: Siebentens: Stiehl ein bißchen weniger (Pförtner) – Regie: Wolfgang Pintzka (Volksbühne Berlin)
- 1968: Friedrich Schiller: Don Carlos. Infant von Spanien – Regie: Hannes Fischer (Volksbühne Berlin)
- 1969: Armand Gatti: V wie Vietnam – Regie: Hans-Joachim Martens/Wolfgang Pintzka (Volksbühne Berlin)
- 1970: Bertolt Brecht: Der gute Mensch von Sezuan – Regie: Benno Besson (Volksbühne Berlin)
- 1970: Walentin Katajew: Avantgarde (Former) – Regie: Fritz Marquardt (Volksbühne Berlin)
- 1971: Heiner Müller: Weiberkomödie – Regie: Fritz Marquardt (Volksbühne Berlin)
- 1972: Erich Köhler: Der Geist von Cranitz – Regie: Fritz Marquardt (Volksbühne Berlin)
- 1972: Alexander Kopkow: Der goldene Elefant – Regie: Fritz Marquart/Berndt Renne/Roland Bischoff (Volksbühne Berlin)
- 1973: Peter Hacks: Margarete in Aix (Bote von Graf) – Regie: Benno Besson (Volksbühne Berlin)
- 1973: Emil Rosenow: Kater Lampe (Gemeindevorstand) – Regie: Helmut Straßburger (Volksbühne Berlin)
- 1974: Francisco Pereira da Silva: Speckhut – Regie: Manfred Karge/Matthias Langhoff (Volksbühne Berlin)
- 1974: Christoph Hein: Schlötel oder Was solls – Regie: Manfred Karge/Matthias Langhoff (Volksbühne Berlin)
- 1975:  Jean Baptiste Racine: Britannicus (Burrhus) – Regie: Brigitte Soubeyran (Volksbühne Berlin)
- 1980: Carl Sternheim: Perleberg – Regie: Carl-Hermann Risse (Volksbühne Berlin – Roter Salon)
- 1982: Konstantin Simonow: Das sogenannte Privatleben (Filmregisseur) – Regie: Werner Tietze (Volksbühne Berlin – Theater im 3. Stock)
- 1983: Carlo Goldoni: Der Klatsch (Ottavio) – Regie: Werner Tietze (Volksbühne Berlin)
- 1983: Heinrich von Kleist: Der zerbrochne Krug – Regie: Helmut Straßburger/Ernstgeorg Hering (Volksbühne Berlin)
- 1985: Gerhart Hauptmann: Die Ratten – Regie: Helmut Straßburger/Ernstgeorg Hering (Volksbühne Berlin)

### Regie
- 1951: Helmut Vogt: Das Fräulein aus Potsdam (Das Meininger Theater)
- 1951: Friedrich Lange: Krach um Goliath (Das Meininger Theater)

## Hörspiele
- 1977: Ernst Toller: Feuer aus den Kesseln (Sachse) – Regie: Peter Groeger (Hörspiel – Rundfunk der DDR)
- 1980: Franz Grillparzer: Weh‘ dem, der lügt (Fährmann) – Regie: Werner Grunow (Hörspiel – Rundfunk der DDR)
- 1980: Mark Twain: Der Mann, der Hadleyburg korrumpierte  (Trauriger König) – Regie: Wolfgang Brunecker (Hörspiel – Rundfunk der DDR)
- 1981: Hans Siebe: Waltrauds Schwester (BGL-Vorsitzender) – Regie: Hans Knötzsch (Kriminalhörspiel – Rundfunk der DDR)
- 1981: Alfred Schrader: Die unbekannte Stimme (Reifen-Griebner) – Regie: Hans Knötzsch (Kriminalhörspiel/Kurzhörspiel – Rundfunk der DDR)
- 1983: Jochen Hauser: Leutnant von Katte (von Rochow) – Regie: Werner Grunow (Hörspiel – Rundfunk der DDR)
- 1986: Helfried Schreiter: Schade (Paulas Vater) – Regie: Werner Grunow (Hörspiel – Rundfunk der DDR)